# Rugby à XV en Belgique
Le rugby à XV est un sport mineur en Belgique. Les Belges vouent une véritable passion pour le football, discipline dans laquelle ils ont évolué au plus haut niveau mondial pendant de nombreuses années. Internationalement, la Belgique performe particulièrement aux sports cyclistes (cyclisme sur route, cyclo-cross), en tennis, en athlétisme. 
En 2009, la Belgique compte 10 071 licenciés et 57 clubs. L'équipe de Belgique n'a jamais participé à la phase finale de Coupe du monde de rugby. Elle est considérée comme une équipe de troisième ordre, selon le classement actuel établi par l'IRB.

## Histoire
Le rugby à XV en Belgique n'est pas historiquement un sport populaire, cependant, en raison des résultats récents, c'est un sport qui connaît un intérêt croissant.  En décembre 2007, la moitié des sept mille pratiquants affiliés sont des jeunes et des adolescents. De plus le championnat s'est structuré, près de 50 clubs domestiques participent à différents niveaux à une compétition bien organisée. Cependant, la faible notoriété entraîne une absence de couverture médiatique et un manque de moyens financiers. L'évolution est donc difficile et il est plus facile pour un bon joueur de rugby belge de s'expatrier en France.

## Institution dirigeante
La fédération belge de rugby à XV (FBRB) a la charge d'organiser et de développer le rugby à XV en Belgique. Elle regroupe les fédérations provinciales, les clubs, les associations, les sportifs, les entraîneurs, les arbitres, pour contribuer à la pratique et au développement du rugby dans tous les communautés belges. C'est une organisation qui réunit la VRB (Vlaamse Rugby Bond) et la LBFR (Ligue Belge Francophone de Rugby). La fédération est membre de l'International Rugby Board. La fédération gère l'Équipe de Belgique de rugby à XV.

## Compétitions
La FBRB gère le championnat de Belgique de rugby et les matches de coupe, l'organisation des matches internationaux où sont engagées les équipes seniors, espoirs (moins de 20 ans), juniors (moins de 18 ans), cadets (moins de 17 ans), féminines. La compétition nationale comprend des équipes de seniors, de juniors, de cadets, de dames et un circuit de rugby à sept.
La compétition des Seniors est répartie en 3 divisions nationales et 3 divisions régionales. Toutes les équipes évoluant au sein de l'"Elite" ont une équipe réserve et une école de rugby, ce qui est également le cas dans de plus en plus de clubs. Le système de compétition en vigueur est modifié à partir de la saison 2004-2005 ; seules 8 équipes évolueront au sein de la première division, de telle sorte qu'elles ont une compétition relevée et qu'il reste suffisamment de place dans leur calendrier pour leurs obligations internationales. Les séries suivantes de 8 équipes évoluent au sein des deuxième et troisième division. Le reste des équipes évolue en 3 séries réparties selon des critères régionaux. Le club le plus titré est le RSC Anderlecht. Les meilleures équipes belges participent à la Benecup, remportée en 1997 et 2006 par le club belge de Boitsfort Rugby Club.
La Belgique paraît sur la scène internationale via sa participation au championnat FIRA-AER et aux phases qualificatives pour la Coupe du Monde dont la dernière édition a eu lieu en France en 2007. L'équipe nationale à VII participe au Circuit Européen et à des tournois internationaux.

## Équipe nationale

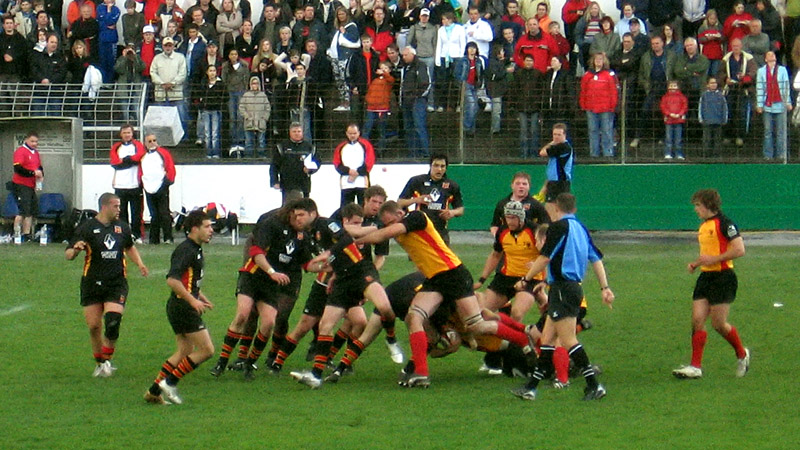
Match Allemagne-Belgique dans le cadre des qualifications pour la Coupe du monde 2007.

L'équipe de Belgique de rugby à XV réunit une sélection des meilleurs joueurs belges de rugby à XV et participe aux compétitions internationales. Elle est 24e (sur 96) du classement IRB des équipes nationales au 19 mars 2012.